# Alonso Zapata
Alonso Zapata Ramírez (* 28. August 1958 in Pereira) ist ein kolumbianischer Schachspieler.
Bei der U20-Weltmeisterschaft 1977 in Innsbruck erreichte er hinter Artur Jussupow den zweiten Platz. Im selben Jahr wurde er von der kolumbianischen Tageszeitung El Espectador zum Sportler des Jahres gewählt. Es war das einzige Mal in der mehr als 50-jährigen Geschichte dieser Auszeichnung, dass ein Schachspieler gewählt wurde. Beim zentralamerikanischen Zonenturnier 1987 in Bayamo wurde er Zweiter.
Die kolumbianische Einzelmeisterschaft konnte er mehrmals gewinnen. Er spielte für Kolumbien bei zwölf Schacholympiaden: 1978 bis 1992, 1996, 1998, 2002 und 2012. Außerdem erreichte er bei der panamerikanischen Mannschaftsmeisterschaft 1991 in Guarapuava mit der Mannschaft den dritten Platz und in der Einzelwertung den ersten Platz am Spitzenbrett.
Im Jahre 1978 wurde ihm der Titel Internationaler Meister (IM) verliehen. Der Großmeister-Titel (GM) wurde ihm 1984 verliehen. Seit 2004 trägt er den Titel eines FIDE-Senior-Trainers.
| Die zur Anzeige dieser Grafik verwendete Erweiterung wurde dauerhaft deaktiviert. Wir arbeiten aktuell daran, diese und weitere betroffene Grafiken auf ein neues Format umzustellen. (Mehr dazu) |